# Klara Nowak
Klara Friederike Anna Nowak (* 29. März 1922 in Berlin-Französisch Buchholz; † 14. Dezember 2003 in Detmold) war eine deutsche Krankenschwester und Aktivistin. In ihrer Jugend wurde sie Opfer der nationalsozialistischen „Rassenhygiene“, nach der Menschen mit tatsächlichen oder vermeintlichen Behinderungen zwangssterilisiert wurden. Klara Nowak war Mitbegründerin und Vorsitzende des Bundes der „Euthanasie“-Geschädigten und Zwangssterilisierten. Sie setzte sich für die Anerkennung und Entschädigung der Opfer der Zwangssterilisation ein und hatte maßgeblichen Anteil an der Aufhebung der nationalsozialistischen Gerichtsurteile.

## Leben
Klara Nowak wuchs mit ihren Eltern und zwei jüngeren Brüdern am Stadtrand von Berlin auf; ihr Vater betrieb eine Gärtnerei. Nachdem sie die Volksschule beendet hatte, begann sie 1936 eine hauswirtschaftliche Ausbildung. Von 1938 bis 1939 arbeitete sie als Uniformnäherin, danach nahm sie eine Haushaltsstelle in Holstein an. Als 1939 ihr 17-jähriger Bruder Gustav krank wurde und unter Fieberfantasien litt, wurde er von den ihn behandelnden Ärzten für neun Monate in die Psychiatrie geschickt. Dort wurde er als „erblich vorbelasteter Geisteskranker“ eingestuft.
Ein Jahr später stürzte Klara Nowak bei der Arbeit auf einer Treppe und zog sich eine Gehirnerschütterung zu. Da ihr Bruder als „psychisch krank“ registriert war, wurde Klara in der Landesheilanstalt Neustadt sofort in die Psychiatrie eingewiesen. Sie wurde nach einigen Wochen entlassen. Als sie aber kurz darauf ihren Bruder im Berliner Krankenhaus Charité besuchen wollte, wurde sie erneut in der psychiatrischen Abteilung festgehalten mit der Begründung, sie habe sich laut und auffällig verhalten. Sie wurde zwar nach kurzer Zeit wieder entlassen, musste sich aber vor dem Erbgesundheitsgericht in Berlin-Charlottenburg vernehmen lassen. Das Gericht attestierte ihr „Schizophrenie“, ohne dass dafür nachvollziehbare medizinische Hinweise vorlagen. Klara Nowaks einzige Möglichkeit, einem Leben in einer psychiatrischen Einrichtung zu entgehen, war, einer Sterilisation zuzustimmen. 1941 wurden Gustav und Klara Nowak zwangssterilisiert. Sie war zu diesem Zeitpunkt 18 Jahre alt.
Klara Nowak sagte darüber später: „Durch die Zwangssterilisierung wurde unser Leben in völlig unvorhersehbare Bahnen gelenkt, wir waren Kinder, junge Frauen und Männer, denen der Boden unter den Füssen weggerissen wurde.“
Gustav starb wenig später als Soldat, ebenso Klaras Vater und ihr anderer Bruder. Nach dem Krieg zog Klara Nowak mit ihrer Mutter nach Halberstadt und machte eine Ausbildung als Krankenschwester.
1987 gründete Klara Nowak in Detmold gemeinsam mit Angehörigen von Opfern der „Aktion T4“ den Bund der „Euthanasie“-Geschädigten und Zwangssterilisierten, dessen Vorsitzende sie bis 1999 war. Der Verein sammelte Erfahrungsberichte der Opfer und hatte zum Ziel, die Urteile gegen sie aufheben zu lassen und Entschädigungen zu erwirken. Da bis Anfang der 1990er Jahre die Sterilisationsurteile nicht als spezifisch nationalsozialistisch eingestuft wurden, bestanden sie rechtlich weiter, was eine Entschädigung der Opfer verhinderte.
1998 hob der Bundestag die Urteile der „Erbgesundheitsgerichte“ formal auf. Zwar erhielten die Opfer von „Euthanasie“ und Zwangssterilisation keinen Anspruch auf Leistungen nach dem Bundesentschädigungsgesetz, erhielten aber teilweise eine einmalige Entschädigung von 5000 DM. Nowak bezeichnete dies als „lächerliche Summe“, stellte aber fest, dass sie nicht hauptsächlich an Geld interessiert sei, sondern an einem Ende der Stigmatisierung.
Am 14. Dezember 2003 starb Klara Novack im Alter von 81 Jahren in Detmold.

## Ehrungen und Gedenken
Beim Denkmal für die Opfer der Aktion T4 in Berlin-Tiergarten ist Klara Nowak eine Informationstafel gewidmet.
In Detmold ist die Klara-Nowak-Straße nach ihr benannt.